# Joy as an Act of Resistance
Albums de Idles
Brutalism
(2017) A Beautiful Thing: Idles Live at Le Bataclan
(2019)
Joy as an Act of Resistance est le deuxième album studio du groupe anglais Idles, sorti le 31 août 2018 chez Partisan Records. L'album a atteint la cinquième place du UK Albums Chart en quelques jours. 

## Production et composition
Le groupe a commencé à enregistrer l'album en 2017. 
Selon Talbot, « beaucoup de chansons ont été abandonnées. (...) Nous essayions de réitérer le succès de [l'album] Brutalism, de le refaire, en somme. Nous avons donc mis au rebut presque toutes les chansons et avons discuté des raisons pour lesquelles nous n'éprouvions pas de plaisir à écrire l'album. »
La couverture de l'album est constituée d'une photographie, repérée par Talbot sur Instagram, qui représente une scène de bagarre survenue lors d'un mariage en 1968.

## Liste des pistes
| No  | Titre                                | Durée |
| --- | ------------------------------------ | ----- |
| 1.  | Colossus                             | 5:39  |
| 2.  | Never Fight a Man with a Perm        | 3:48  |
| 3.  | I'm Scum                             | 3:09  |
| 4.  | Danny Nedelko                        | 3:24  |
| 5.  | Love Song                            | 3:05  |
| 6.  | June                                 | 3:35  |
| 7.  | Samaritans                           | 3:30  |
| 8.  | Television                           | 3:12  |
| 9.  | Great                                | 2:44  |
| 10. | Gram Rock                            | 2:29  |
| 11. | Cry to Me (reprise de Solomon Burke) | 2:14  |
| 12. | Rottweiler                           | 5:25  |

## Thèmes abordés dans l'album
Les paroles de l'album traitent de la masculinité toxique, de l'amour, de l'amour-propre, de l'immigration, du Brexit et des classes sociales. Le titre June traite de la mort de la fille de Talbot, Agatha, enfant mort-né. L'album comprend également une reprise du hit Cry To Me de Solomon Burke. 
Dans une interview pour la National Public Radio avec Bob Boilen, le chanteur du groupe, Joe Talbot, analyse et commente chaque piste de l'album et explique pourquoi il a choisi d'écrire sur son passé troublé, la politique, l'amour, la mort de sa fille mort-née et ce que cela signifie d'appeler soi-même un parent, la masculinité toxique, le Brexit, sa haine du journalisme tabloïd et plus encore.  
Boilen a déclaré que « les histoires sur Joy as an Act of Resistance sont tirées de la vie réelle : un regard humain sur l'immigration à travers l'ami du chanteur Joe Talbot, Danny Nedelko ; l'importance du droit des parents en deuil à s'appeler mères et pères. (…) Joy as an Act of Resistance est une tentative réfléchie de s'aimer soi-même tout en comprenant l'importance de la communauté et de la confiance ». 

## Promotion et sortie
Quatre des titres de l'album ont été mis à disposition pour téléchargement avant sa sortie : Colossus, Danny Nedelko (du nom de l'ami de Talbot, chanteur du groupe Heavy Lungs), Samaritans et Great.
Pour promouvoir l'album, le groupe a annoncé une tournée mondiale au Japon, en Amérique du Nord et en Europe. 

## Réception critique
La réception de l'album est très bonne. Le site Metacritic recense une moyenne de 88 %. The Guardian lui attribue quatre étoiles sur cinq. Les sites Mojo, The Independent et The Times également. NME lui attribue la note maximale.